# Pirata giganteus
Pirata giganteus este o specie de păianjeni din genul Pirata, familia Lycosidae, descrisă de Gertsch, 1934. Conform Catalogue of Life specia Pirata giganteus nu are subspecii cunoscute.